# Havarlı
Havarlı è un comune dell'Azerbaigian situato nel distretto di Yevlax. Conta una popolazione di 3 362 abitanti.